# Lolita23q
Lolita 23Q (яп. 少女-ロリヰタ-２３区 - shoujo loliita nijuu-san ku ) — японская группа в стиле «Oshare kei».

## История
Их первое выступление состоялось 18 ноября 2004 года в Takadanobaba AREA, а в декабре вышел их первый CD под названием «otanoshimi enban». В феврале следующего года группа выпустила сингл «sui-suiren-ren no heya», а в июне в продажу поступили сингл «tandeki Me:LoW -retoromerou-» и макси-сингл «23ku kikagakukan», занявший девятую строчку чарта Oricon. Затем ребята отправились в совместное турне с группой Soroban.
25 августа Lolita23q дали свой первый сольный концерт в Takadanobaba AREA, на котором бесплатно раздавали DVD «at random kata shikaku enban». К сожалению, в том же месяце Megumi объявил о своем уходе из группы, и его вскоре заменил Ryuto (Рюто) – гитара. В октябре группа записала макси-сингл «Tokyo Kinku Baveltower -Aka no Yume- », а месяц спустя в продажу поступила вторая часть, «Tokyo Rinkai Anastashia -Ao no Yume-». В ноябре и декабре ребята дали два концерта: в Shibuya O-West и в Takadanobaba AREA. К несчастью, плотный график выступлений отрицательно сказался на здоровье вокалиста Sou, который был срочно госпитализирован и провел в больнице два дня.
22 февраля 2006 года вышел мини-альбом «~Murasaki no Yume~ », к которому прилагался DVD с некоторыми видеоклипами. 1 марта Lolita 23q выступили в Liquidroom Ebisu, а в мае на прилавках музыкальных магазинов появился мини-альбом «Shinyaku: Baitai Shoujo -Media Lolita-». Летом в продажу поступил DVD с записью живых выступлений группы; в 2007 году музыканты продолжили выходом сразу двух макси-синглов – «Genosense» и «Reimei», а также выходом первого полноценного альбома  'Brand new ward'. В 2008 году вышел сингл 'Hoshi no kakera', а в 2009 году вышел второй альбом 'Marble shaking ward'.
2009 год стал переломным в истории группы. На официальном сайте Lolita23 объявили, что вокалист Sou покинет группу после концерта в SHIBUYA-AX 27 октября, который является частью трёхдневного тура TOUR'09 Carnival of III ward с выступлениями в Токио, Осаке и Нагойе. Между вокалистом Sou и другими участниками группы начались серьёзные противоречия по поводу дальнейшей деятельности группы. После многочисленных обсуждений с участниками и персоналом, они посчитали это наилучшим решением. После ухода Sou перешел в новую группы Remming, которая вскоре распалась.
Вскоре у коллектива Lolita23q появился новый вокалист. После ухода Sou в группу пришел Soshi. И 25 августа 2010 вышел первый релиз, записанный с новым вокалистом, - мини-альбом Seitai Jigen Kuiki Mineruva.
26 августа 2012 года музыканты объявили о том, что после финального концерта тура WORLD end's GALAXY в Shinjuku BLAZE группа уходит на перерыв на неопределенное время.
После ухода группы в творческий перерыв каждый участник начал свой собственный проект: Yu-ki и Ban создали новую группу LOUD GRAPE, Soshi стал вокалистом Aldebaran, Ryuto вошел в свою новую группу Lotus, а Ryosuke занялся своим сольным проектом WING WORKS.
23 апреля 2016 года на своем сайте в 23:23 группа объявила о концерте 17 сентября в Tsutaya O-East прежним составом вместе с Sou. Через 3 месяца после объявления все билеты были раскуплены. В тот же день ровно группа окончательно заявила о своем возвращении и анонсировала выход нового сингла.
15 января на концерте в Zepp Tokyo состоялось официальное возвращение группы, там же распространялся их новый сингл Utage. Позже группа объявила о начале тура по Японии 「JOKER GAME～BET YOUR 11 CARDS～」.3 февраля официально вышел сингл Utage, а 22 марта - Joker Game.

## Участники

### Sou
- вокал
- Предыдущий коллектив: Various Ray
- В группе Lolita23q: 2004 - 2009
- Дата рождения: 25 марта 1986
- Рост: 165 см
- Группа крови: В
- Парфюм: Bvlgari
- Хобби: Покупки, слушать музыку, смотреть на ночное небо, готовить, баня, убирать комнату
- Любимый цвет: Пурпурный, красный, чёрный, белый, розовый
- Любимый напиток: Чай
- Любимая еда: Мороженое, запеканка, рисовый омлет
- Любимое животное: Собака
- Любимая марка: Vivian Westwood, Justin Davis

### Ryosuke (リョヲ丞)
- бас-гитара
- Предыдущий коллектив: Unbrella
- В группе Lolita23q: 2004 -
- Дата рождения: 6 июля 1987
- Рост: 170 см
- Группа крови: А
- Парфюм: D&G, Bvlgari
- Любимая марка: MILK BOY NUMBER (N)INE SCHLUSSEL, Justin Davis
- Хобби: club music, кино, книги, ходить по магазинам одежды, музеи, живопись религиозная, культура азии
- Любимый цвет: цвет серебра
- Любимая еда: Шоколад, конфеты, паста
- Любимый напиток: Кока-Кола
- Любимое животное: Кит, кошка

### Yu-ki (ユ≠キ)
- гитара
- Предыдущий коллектив: Kublick
- В группе Lolita23q: 2004 -
- Дата рождения: 4 мая 1985
- Рост: 171
- Группа крови: О
- Парфюм: Kueisa
- Любимая марка: fooca, hare, PRS, Justin Davis
- Любимый цвет: Чёрный, цвет серебра, зеленый
- Любимая группа: Kublik, SuG
- Любимый напиток: Чай
- Любимое животное: Оборотень

### Ryuto (龍兎)
- гитара
- Предыдущий коллектив: Saurin
- В группе Lolita23q: 2005 -
- Дата рождения: 29 апреля
- Рост: 177 см
- Группа крови: В
- Любимая марка: DOLCE & GABBANA, Chrome Hearts, Justin Davis
- Любимый цвет: Розовый, пурпурный, синий, чёрный, белый

### BAN
- ударные
- Предыдущий коллектив: Yoidore
- В группе Lolita23q: 2004 -
- Дата рождения: 24 сентября 1984
- Группа крови: В
- Парфюм: CHANEL Egoisutopurachinamu
- Любимая марка: Apple, Vivenne Westwood, CUNE, Tiffany & Co
- Любимый цвет: Все психоделические цвета
- Сигареты: Marlboro ONE
- Любимая еда: Рисовый омлет
- Любимый напиток: Сок
- Любимое животное: Кошка

## Бывшие участники

### Soshi (総史)
- вокал
- Настоящее имя: Tanaka Soushi
- В группе Lolita23q: 2010 -
- Дата рождения: 7 июля 1985
- Место рождения: Токио
- Группа крови: А
- Предпочтения: Футбол
- Хобби: Музыка, кино, рыбалка, вождение, рисование
- Любимые жанры фильмов: Экшн, ужасы
- Любимая еда: Баклажаны, лапша, суши
- Любимые книги: Модные журналы, манга
- Любимый бренд: GGD

### Megumi
- гитара
- Прошлая группа: Musashino line
- В группе Lolita23q: 2004 - 2005
- Группа крови: А
- Место рождения: Тиба

## Дискография

### Синглы и макси-синглы
- 2004.12.03 Ota no shimi Enban (おたのしみ円盤-ディスク-) (сингл)
- 2005.02.23 Sui-Suiren-Hasu no Heya (睡-スイレン-蓮の部屋) (сингл)
- 2005.06.21 23ku kikagaku kan (23区幾何学缶) (макси-сингл)
- 2005.06.21 Tandeki Me:LoW ~retoromerou~ (耽溺Me:LoW (レトロメロウ)) (сингл)
- 2005.09.19 Tokyo Kinku Babel Tower ~Aka no Yume~ (東京禁区バヴェルタワー ~あかのゆめ~) (макси-сингл)
- 2005.11.22 Tokyo Rinkai Anastasia ~Ao no Yume~ (東京臨海アナスタシア ~あおのゆめ~) (макси-сингл)
- 2005.11.24 Ao no Yume (碧ノユメ) [Shibuya O-WEST distributed CD] (сингл)
- 2006.08.09 Reizai-REAL-Monitor Naibu no Dennou ~Digital Maid~ Reijou (玲在-REAL-モニタァ内部の電脳~デジタル・メイド~隷娘) (макси-сингл)
- 2006.12.04 SWEETEST OCEAN (сингл)
- 2007.05.16 Genosence (ジェノセンス) (макси-сингл)
- 2007.05.30 REIMEI -reimei- (黎明-reimei-) (макси-сингл)
- 2007.08.08 Red Room (сингл)
- 2007.09.05 Mikansei Sapphire (未完成サファイア) (сингл)
- 2008.03.05 Hoshi no Kakera (ホシノカケラ) (макси-сингл)
- 2008.11.05 GARIZM -garizm- (ガリズム-garizm-) (макси-сингл)
- 2008.12.03 CERAMIC★STAR (макси-сингл)
- 2010.12.22 WHITE BLADE. (сингл)
- 2011.05.11 l'z (сингл)
- 2012.02.08 Bad City
- 2012.03.03 Tamaban - LIFE (сольный сингл ударника - Бана)
- 2017.02.03 -Utage- (сингл)
- 2017.03.22 Joker Game (ジョ—カ—ゲ—ム) (сингл)
- 2017.10.25 S.Y.U.E.N W.A.R.S (сингл)

### Альбомы и мини-альбомы
- 2006.02.22 ~Murasaki no Yume~ (~むらさきのゆめ~) (мини-альбом)
- 2006.05.24 Shinyaku - Baitai shoujo ~Media Lolita~ (旧約:媒体少女-メディア・ロリヰタ-) (мини-альбом)
- 2006.10.25 Risou Kakuu Toshi (理想架空都市) (мини-альбом)
- 2007.11.07 Brand New Ward
- 2008.04.02 MEMORIAL 2005-2006 Lolita 23Q (MEMORIAL 2005-2006 少女-ロリヰタ-23区) (компиляция)
- 2009.03.25 【Marble_Shaking_Ward】
- 2009.10.07 ;BeSt (компиляция)
- 2010.08.25 Hoshi Tai Jigen Kuiki Minerva (星帯次元区域ミネルヴァ)
- 2012.03.21 WORLD end's GALAXY

### Omnibus
- 2005.03.21 Hysteric Media Zone VI (песни «Ishoku Othello» и «Tenjo Aquarium»)
- 2005.04.25 『Ura★Kaizoku Ban。』 (песня «Tsuba-Suiren-Hasu no Heya»)
- 2006.09.08 Shock Wave (песня «Usagi ni geru hanazono»)

## Видеография

### Клипованные DVD
- 2005.03.18 Ishoku Othello DVD (клип и его съёмки)
- 2005.08.25 at random kata shikaku enban DVD (клипы и документарий)
- 2006.02.22 ~Murasaki no Yume~ DVD (~むらさきのゆめ~) (дополнение к альбому, сборник клипов)
- 2007.11.07 Brand New Ward DVD (дополнение к альбому, сборник клипов)
- 2009.03.25 【Marble_Shaking_Ward】 (дополнение к альбому, сборник клипов и небольшой документарий)
- 2009.10.07 ;BeSt (дополнение к альбому, сборник клипов)

### Концертные DVD
- 2006.07.12 Kakumei Koyasai - THE FILM [BEAUTIFUL GENESIS OF "la Re:volutionA"] (革命後夜祭 ~THE FILM [BEAUTIFUL GENESIS OF“la Re:volutionA”]) - Liquidroom Ebisu 19.05.2006
- 2009.04.08 TOUR'08 Garizm -king world- [Waga ichiban no sekai] (TOUR'08 Garizm -king world- 「我一番の世界」) - SHIBUYA O-EAST 2008.12.20
- 2010.02.14 「.doc ～TOUR '09 Carnival of Ⅲ ward Live&Document～」 - Shibuya AX 2009.10.27

### PV
- Ishoku Othello (異色オセロ) (2005.03.18)
- Usagi Nigeru Hanazono (うさぎにげる花園) (2005.08.25)
- 888~Kohakutou no Shoujo~ (888~琥珀塔の少女~) (2006.02.22)
- Siren Blue (セヰレン・ブルウ) (2006.02.22)
- Reimei (黎明-Reimei-) (2007.05.30)
- Genoscense (ジェノセンス) (2007.05.16)
- Mikansei Sapphire (未完成サファイア) (2007.09.05)
- Red Room (2007.11.07)
- Hoshi no Kakera (ホシノカケラ) (2008.03.05)
- CERAMIC★STAR (2008.12.03)
- Dolls (2009.03.25)
- Ginga no Tsubasa -GALACTIC WING-
- White Blade
- I’z (2011.05.09)
- Hikari (2011.10.03)
- Bad City (2012.02.07)
- -Utage- (2017.03.10)
- Joker Game (ジョ—カ—ゲ—ム) (2017.03.22)
- S.Y.U.E.N W.A.R.S (2017.10.25)